# Balequessir (província)
Baliquesir ou Balequessir (em turco: Balıkesir) é uma província (iller) do oeste da Turquia, situada na região (bölge) de Mármara (em turco: Marmara Bölgesi), com capital na cidade homónima. Tem 14 292 km² de área e em 2020 tinha 1 240 285 habitantes.